# سباق الزلاجات على الجليد
سباق الزلاجة الجليدية (بالإنجليزية: Ice sledge racing)‏ هي رياضة بارالمبية حيث يستخدم المتسابقون زلاجة خفيفة الوزن ويدفعون أنفسهم باستخدام قطبين. وباعتبارها رياضة منظمة حديثة، كانت متاحة كرياضة بارالمبية بين عامي 1980-1988 و1994-1998.
ويتم التنافس عليها باستخدام حلبة للتزلج السريع بطول 400 متر (1,300 ft) محيط. كما يتم التنافس على هذه الرياضة في 100 متر و500 متر و700 متر و1000 متر و 1500 مسافات متر. حلبة التزلج السريع (أو حلبة التزلج السريع البيضاوية) هي حلبة للتزلج على الجليد (نوع معين من الأماكن الرياضية) تُقام فيها مسابقة التزلج السريع.

## التاريخ
يبلغ عمر هذه الرياضة سبعة قرون. حيث يجب تحريك زلاجة سباق الجليد باستخدام العصي. وفي الماضي كانت هذه الزلاجات مصنوعة من الخشب ومزخرفة برسومات جميلة. أما في الوقت الحاضر فغالبا ما تكون مصنوعة من الألومنيوم أو الحديد. وهناك عدة أنواع من الزلاجات وهي زلاجة الجلوس وزلاجة الركوع وزلاجة التوجيه وزلاجة هوكي الجليد.

## إدراج البرنامج البارالمبي
في عام 1980 ومع دورة الألعاب البارالمبية الشتوية في جيلو بالنرويج أصبحت سباقات الزلاجات الجليدية رياضة بارالمبية. ولكن بعد دورة الألعاب الأولمبية الشتوية عام 1998 في ناغانو اختفت سباقات الزلاجات الجليدية من برنامج الألعاب البارالمبية مرة أخرى. وعلى الرغم من أن هذه الرياضة كانت بارالمبية إلا أنه يتم إجراء مسابقات مختلطة فقط في هولندا لأن الرياضيين الأصحاء والمعاقين يتنافسون في سباق الزلاجات الجليدية معًا.
أقيمت الفعاليات في الداخل "داخل مضمار" لأول مرة في دورة الألعاب البارالمبية عام 1994 في ليلهامر.